# Мидзуно, Тацуя
Тацуя Мидзуно (яп. 水野 竜也; 2 июня 1981, Ибараки) — японский боец смешанного стиля, представитель средней и полутяжёлой весовых категорий. Выступает на профессиональном уровне начиная с 2006 года, известен по участию в турнирах таких бойцовских организаций как Pancrase, Dream, M-1 Global, ONE Championship и др.

## Биография
Тацуя Мидзуно родился 2 июня 1981 года в префектуре Ибараки. Во время учёбы в старшей школе серьёзно увлёкся дзюдо, впоследствии добился в этой дисциплине чёрного пояса и третьего дана. В 2005 году начал выступать в смешанных единоборствах среди любителей, в частности выступил на пятом любительском турнире Shooto.
Дебютировал в ММА на профессиональном уровне в июле 2006 года, победил своего соперника технической сдачей в первом же раунде. Первое время дрался в организации Pancrase, в частности выиграл здесь у соотечественников Юдзи Сакураги и Масаюки Коно, но проиграл бразильцам Тиагу Силве и Асуэриу Силве, был претендентом на титул чемпиона King of Pancrase.
В марте 2008 года провёл бой на первом турнире новообразованной японской организации Dream, в поединке с хорватом Мирко Филиповичем, был побеждён техническим нокаутом уже на 56 секунде первого раунда.
В период 2008—2009 годов также плотно сотрудничал с российской организацией M-1 Global, провёл здесь в общей сложности пять поединков, из которых выиграл три. Далее победил техническим нокаутом Илира Латифи на турнире K-1 в Швеции, после чего возобновил сотрудничество с Dream, где стал участником гран-при полутяжёлого веса — на стадии полуфиналов благополучно прошёл голландского кикбоксера Мелвина Манхуфа, однако в решающем финальном поединке уступил сдачей другому голландцу Гегарду Мусаси, попавшись в удушающий приём сзади.
На предновогоднем турнире Dynamite!! 2010 Мидзуно встретился с известным российским тяжеловесом Сергеем Харитоновым, уже в начале первого раунда пропустил сильный удар коленом в голову и оказался в нокауте. В июле 2011 года на очередном турнире Dream вышел на ринг против представителя Южной Африки Тревора Прэнгли и выиграл у него техническим нокаутом благодаря эффективным ударам коленями по корпусу.
Начиная с 2012 года Тацуя Мидзуно с попеременным успехом выступал в сингапурской организации ONE Championship, спустившись при этом в среднюю весовую категорию. Наиболее примечателен здесь бой против бразильского ветерана Ренату Собрала, который победил его за 31 секунду, проведя болевой приём «рычаг локтя».

## Статистика в профессиональном ММА
| Боёв 28  | Побед 15 | Поражений 12 |
| -------- | -------- | ------------ |
| Нокаутом | 7        | 6            |
| Сдачей   | 6        | 3            |
| Решением | 2        | 3            |
| Ничьи    | 1        | 1            |

| Результат | Рекорд  | Соперник               | Способ                          | Турнир                                     | Дата             | Раунд | Время | Место                  | Примечание                                      |
| --------- | ------- | ---------------------- | ------------------------------- | ------------------------------------------ | ---------------- | ----- | ----- | ---------------------- | ----------------------------------------------- |
| Поражение | 15–12-1 | Жилберту Галван        | Единогласное решение            | ONE FC 47: Unbreakable Warriors            | 2 сентября 2016  | 3     | 5:00  | Куала-Лумпур, Малайзия |                                                 |
| Победа    | 15–11-1 | Мохамед Али            | TKO (колено и руки)             | ONE FC 42: Ascent To Power                 | 6 мая 2016       | 2     | 3:52  | Каланг, Сингапур       |                                                 |
| Поражение | 14–11-1 | Джейк Батлер           | TKO (удары локтями)             | ONE FC 38: Clash of Heroes                 | 29 января 2016   | 1     | 4:38  | Куала-Лумпур, Малайзия | Бой в промежуточном весе.                       |
| Победа    | 14–10–1 | Мун Юн Хи              | TKO (отказ)                     | Deep 73 Impact                             | 17 октября 2015  | 2     | 5:00  | Токио, Япония          |                                                 |
| Ничья     | 13–10–1 | Чхве Ян                | Техническая ничья               | Deep: Cage Impact 2015                     | 20 июля 2015     | 1     | 5:00  | Токио, Япония          |                                                 |
| Победа    | 13–10   | Брайан Рафик           | Единогласное решение            | ONE FC: Battle of the Lions                | 7 ноября 2014    | 3     | 5:00  | Каланг, Сингапур       |                                                 |
| Поражение | 12–10   | Леандро Атайдес        | KO (удары руками)               | ONE FC: Rise of Heroes                     | 2 мая 2014       | 1     | 0:47  | Пасай, Филиппины       |                                                 |
| Победа    | 12–9    | Рафаэл Силва           | Единогласное решение            | ONE FC: Total Domination                   | 18 октября 2013  | 3     | 5:00  | Каланг, Сингапур       | Дебют в среднем весе.                           |
| Поражение | 11–9    | Джейсон Джонс          | Единогласное решение            | Glory World Series: Glory 2                | 12 октября 2012  | 3     | 5:00  | Брюссель, Бельгия      |                                                 |
| Поражение | 11–8    | Ренату Собрал          | Сдача (рычаг локтя)             | ONE FC: Destiny of Warriors                | 24 июня 2012     | 1     | 0:31  | Куала-Лумпур, Малайзия |                                                 |
| Победа    | 11–7    | Илима Майава           | Сдача (треугольник руками)      | ProElite 3                                 | 21 января 2012   | 2     | 1:47  | Гонолулу, США          |                                                 |
| Победа    | 10–7    | Тревор Прэнгли         | TKO (коленом в корпус)          | Dream: Japan GP Final                      | 16 июля 2011     | 1     | 4:41  | Токио, Япония          |                                                 |
| Поражение | 9–7     | Сергей Харитонов       | KO (удар коленом)               | Dynamite!! 2010                            | 31 декабря 2010  | 1     | 1:25  | Сайтама, Япония        | Бой в тяжёлом весе.                             |
| Поражение | 9–6     | Гегард Мусаси          | Сдача (удушение сзади)          | Dream 16                                   | 25 сентября 2010 | 1     | 6:10  | Нагоя, Япония          | Бой за титул чемпиона Dream в полутяжёлом весе. |
| Победа    | 9–5     | Мелвин Манхуф          | Сдача (кимура)                  | Dream 15                                   | 10 июля 2010     | 1     | 7:38  | Сайтама, Япония        | Полуфинал гран-при Dream в полутяжёлом весе.    |
| Победа    | 8–5     | Илир Латифи            | TKO (колено и руки)             | K-1: Rumble of the Kings                   | 20 ноября 2009   | 3     | 0:15  | Стокгольм, Швеция      |                                                 |
| Победа    | 7–5     | Рафаэль Родригес       | Сдача (удушение сзади)          | M-1 Challenge 18: Netherlands Day Two      | 16 августа 2009  | 1     | 2:20  | Хилверсюм, Нидерланды  |                                                 |
| Поражение | 6–5     | Том Блэкледж           | Сдача (удушение сзади)          | M-1 Challenge 14: Japan                    | 29 апреля 2009   | 1     | 3:22  | Токио, Япония          |                                                 |
| Победа    | 6–4     | Хосе Бельтран Мартинес | TKO (удары руками)              | M-1 Challenge 8: USA                       | 29 октября 2008  | 1     | 1:53  | Канзас-Сити, США       |                                                 |
| Поражение | 5–4     | Бруну Карвалью         | Единогласное решение            | M-1 Challenge 6: Korea                     | 29 августа 2008  | 2     | 5:00  | Южная Корея            |                                                 |
| Победа    | 5–3     | Ёсиюки Наканиси        | KO (удары руками)               | M-1 Challenge 5: Japan                     | 17 июля 2008     | 1     | 4:13  | Токио, Япония          |                                                 |
| Поражение | 4–3     | Мирко Филипович        | TKO (удары руками)              | Dream 1                                    | 15 марта 2008    | 1     | 0:56  | Сайтама, Япония        |                                                 |
| Победа    | 4–2     | Масаюки Коно           | TKO (удары руками)              | Pancrase: Rising 9                         | 28 ноября 2007   | 1     | 3:28  | Токио, Япония          |                                                 |
| Поражение | 3–2     | Асуэриу Силва          | TKO (удары руками)              | Pancrase: Rising 5                         | 30 мая 2007      | 2     | 2:08  | Токио, Япония          | Бой за титул King of Pancrase в тяжёлом весе.   |
| Поражение | 3–1     | Тиагу Силва            | KO (соккер-кик)                 | Pancrase: Rising 2                         | 28 февраля 2007  | 1     | 4:29  | Токио, Япония          |                                                 |
| Победа    | 3–0     | Ясуаки Миура           | Техническая сдача (кимура)      | Pancrase: Blow 10                          | 2 декабря 2006   | 1     | 1:47  | Токио, Япония          |                                                 |
| Победа    | 2–0     | Юдзи Сакураги          | Сдача (удушение сзади)          | Pancrase: Blow 7                           | 16 сентября 2006 | 2     | 3:20  | Токио, Япония          |                                                 |
| Победа    | 1–0     | Кэйдзо Нагая           | Техническая сдача (рычаг локтя) | Pancrase: 2006 Neo-Blood Tournament Finals | 28 июля 2006     | 1     | 4:20  | Токио, Япония          |                                                 |